# Missió de les Nacions Unides pel Referèndum al Sàhara Occidental

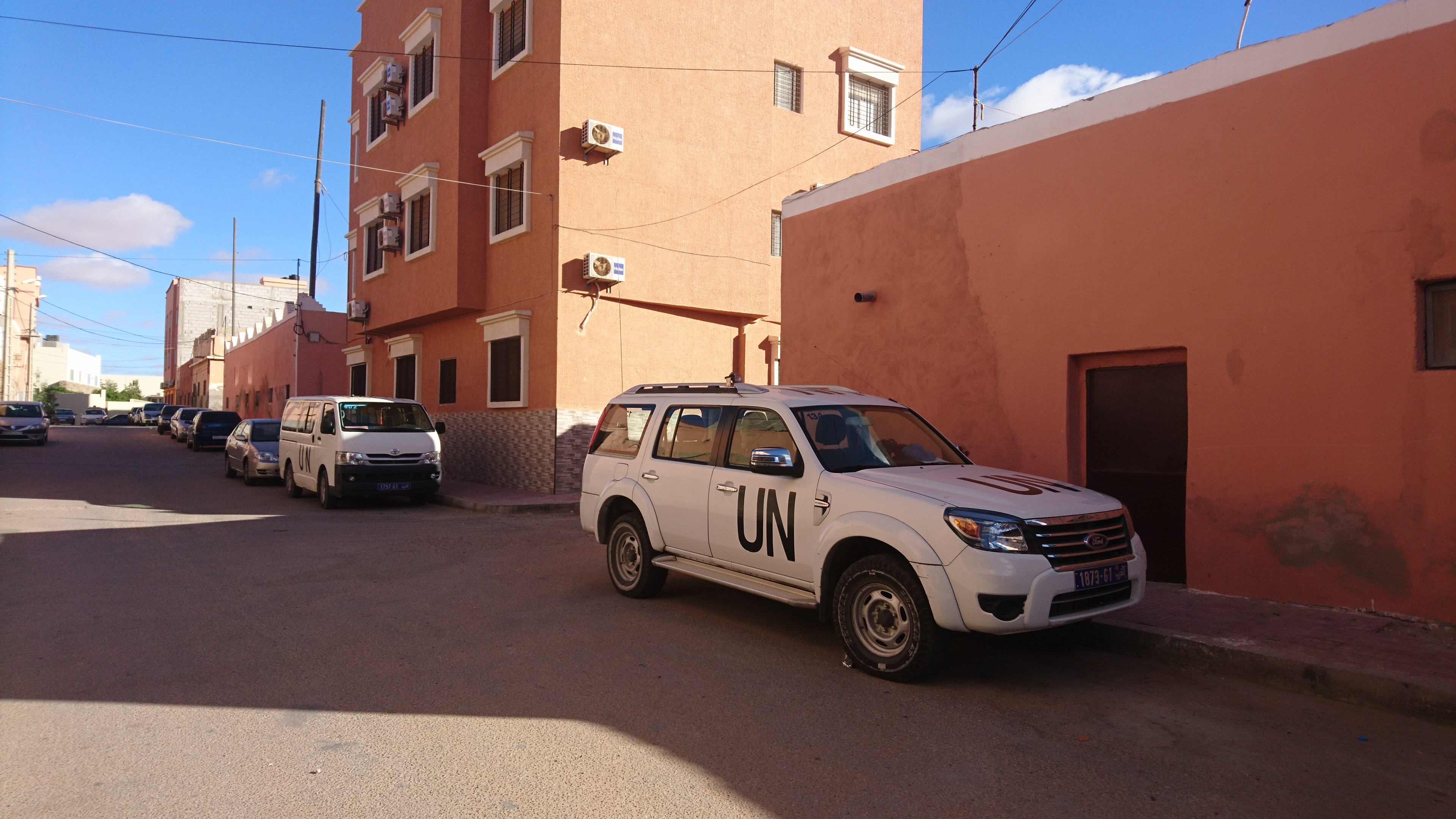

La Missió de les Nacions Unides pel Referèndum al Sàhara Occidental (MINURSO) és una missió de pacificació de les Nacions Unides, establerta el 1991 per observar l'alto el foc i organitzar un referèndum entre el poble saharaui que determini el futur estatus del territori del Sàhara Occidental, elegint entre la integració en el Marroc o la independència. El nom és un acrònim en francès: "Mission des Nations unies pour l'organisation d'un référendum au Sahara occidental" - Missió de les Nacions Unides per a l'organització d'un Referèndum al Sàhara Occidental.
La durada d'aquesta missió ha tingut una cinquantena d'extensions que s'han anat produint amb resolucions del Consell de Seguretat de les Nacions Unides aprovades les vigílies del termini expressat per la corresponent anterior resolució.
Després de presentar nombroses propostes sense èxit, l'enviat de l'ONU James Baker, comissionat de la missió, renuncià al seu càrrec el juny de 2004, i fou substituït pel neerlandès Van Walsum. El mediador de Nacions Unides per al Sàhara que el substituí l'any 2008 fou l'estatunidenc Christopher Ross.
Té una plantilla de 500 persones, però davant els obstacles posats per l'administració marroquina s'estudia la seva reducció. La missió sobre el terreny ha estat renovada fins al juny de 2011, continuant amb els mateixos objectius que fins ara, malgrat que durant la discussió de la seva renovació diversos Estats del Consell de Seguretat de Nacions Unides demanaren que s'ampliés el seu mandat per a vetllar pel compliment dels drets humans.